# Смречанські пагорби
Смречанські пагорби (Smrečianska pahorkatina) — гірський масив в Словаччині; геоморфологічна підодиниця масиву Ліптовська улоговина. Середні висоти — 560 метрів. Місце розташування — Жилінський край.
Протікають річки Мутник; Околічнянка і Млинський потік.